# Gil Delamare
Gil Delamare numele său complet fiind Gilbert-Yves Delamare din Villenaise de Chenevarin (n. 14 octombrie 1924, Paris, Île-de-France, Franța – d. 31 mai 1966, Le Bourget, Région parisienne, Franța) a fost un cascador și actor de film francez. Era descendent al unei familii din nobilimea normandă cu același nume ..

## Biografie
Student la drept, Gil la 20 de ani a decis să renunțe la studii pentru a deveni acrobat la trapez într-un circ. Mai târziu, practicând parașutismul, este co-recordman mondial la cădere liberă (9509 metri), fiind distribuit în filmul lui Jacques Dubourg Omul–pasăre (L’Homme-oiseau, scurtmetraj), unde execută salturi din avion și planează cu ajutorul unor aripi confecționate din pânză. Aducând inovații în acest domeniu, Gil Delamare va începe apoi cariera de cascador de excepție și maestru în efecte speciale devenind foarte cunoscut în perioada anilor 1960.
În 1956, Gil Delamare are o relație romantică cu Colette Duval, model și parașutistă recordmenă celebră în Franța. În timpul șederii lor în Brazilia, ea sare dintr-un bombardier B-29 Superfortress împrumutat de la armata locală, în zona golfului Rio de Janeiro, de la o altitudine de peste 37500 picioare (12080 metri, conform turnului local de control).
A înregistrat secvențe care au devenit memorabile în cinematografie: urmărirea de către nemți și bombardarea lor cu dovleci din Marea hoinăreală, 2CVul lui Bourvil care se desface în două în Prostănacul, urmărirea pe „două roți” făcută de călugărița din Jandarmul din Saint-Tropez, parașutistul american (dublând actorul Red Buttons) atârnat de fațada catedralei din Sainte-Mère-Église din filmul Ziua cea mai lungă sau urmărirea finală a lui Fantômas. 
Printre filmele în care este responsabil pentru efecte speciale, se pot aminti: Omul din Rio, Prostănacul, Coplan FX 18 sparge totul, Fantômas în acțiune și mai ales Marea hoinăreală , alături de alți cascadori precum Roger Mailles sau Gérard Streiff. 
În anul 1964, cascadorul Rémy Julienne l-a angajat pe Delmare, pe atunci campion al moto-crossului din Franța, pentru a efectua acrobații pe motocicletă în filmul Fantômas. 
Este, de asemenea, responsabil pentru cascadorii din Cum să furi un milion sau Ziua cea mai lungă. În calitate de actor, a fost partenerul lui Gérard Philipe în filmul Fanfan la Tulipe, iar al Ginei Lollobrigida în Frumoasele nopții. 
În timpul turnărilor filmului regizat de Christian-Jaque, The Saint take the look (1966), care are loc pe o porțiune din Autostrada A1 aflată atunci în construcție, una din scenele în care îl dublează pe Jean Marais, se întâmplă să facă cu mașina un derapaj necontrolat, o piruetă în jurul axei verticale, nereușind figurile propuse. 
Din păcate, o nouă încercare este prea captivantă . O posibilitate pentru a se evita cele ce au urmat, ar fi fost să se împrăștie pe drum pietriș pentru a facilita derapajul automobilului de serie  Renault Florida S (fără roll-bar sau centuri de siguranță), pe care Gil trebuia să îl conducă, dar asta s-ar fi văzut în film. Între timp însă, Gil Delamare decide să continue, cu cascadorii Gaston Woignez și Odile Astier alături. În jurul orei 17:30-17:50, mașina a derapat în loc să alunece. Sub forța exercitată pe pneuri prin aderența frânării, un braț al axei spate se rupe, determinând ca mașina să se răstoarne, expulzând pasagerii, dar din nefericire prinzându-l pe Gil Delamare sub ea. 
Gil Delamare este înmormântat în cimitirul Saint-Maur-des-Fosses (Val-de-Marne) alături de consoarta sa, actrița Colette Duval. 

## Filmografie selectivă

### Actor
- 1949 Bal Cupidon regia Marc-Gilbert Sauvajon
- 1949 Au revoir Monsieur Grock regia Pierre Billon
- 1949 La Belle que voilà de Jean-Paul Le Chanois
- 1949 Le Jugement de Dieu de Raymond Bernard
- 1949 Mon ami Sainfoin de Marc-Gilbert Sauvajon
- 1950 Mon phoque et elles de Pierre Billon
- 1950 Rue des Saussaies de Ralph Habib
- 1951 Le Cap de l'espérance de Raymond Bernard
- 1952 Fanfan la Tulipe regia Christian-Jaque
- 1952 Frumoasele nopții (Les Belles de nuit) de René Clair
- 1952 Destinées de Jean Delannoy
- 1952 La Fête à Henriette de Julien Duvivier
- 1952 La Putain respectueuse de Charles Brabant et Marcel Pagliero
- 1952 Un caprice de Caroline chérie de Jean Devaivre
- 1952 Violettes impériales de Richard Pottier
- 1953 Cet homme est dangereux de Jean Sacha
- 1953 Les femmes s'en balancent de Bernard Borderie
- 1953 Virgile de Carlo Rim
- 1954 L'Air de Paris de Marcel Carné
- 1954 À toi de jouer Callaghan de Willy Rozier
- 1954 Bonnes à tuer de Henri Decoin
- 1954 La Castiglione de Georges Combret
- 1954 Les Chiffonniers d'Emmaüs de Robert Darène
- 1954 Oaia cu cinci picioare (Le Mouton à cinq pattes) de Henri Verneuil
- 1954 Nagana d'Hervé Bromberger
- 1954 Obsesia (Obsession) de Jean Delannoy
- 1954 Votre dévoué Blake de Jean Laviron
- 1954 Repris de justice (Avanzi della Galera) de Vittorio Cottafavi
- 1955 Goubbiah, mon amour de Robert Darène
- 1958 Sérénade au Texas de Richard Pottier
- 1959 Suspense au Deuxième Bureau de Christian de Saint-Maurice
- 1960 Le Géant de Thessalie (I giganti della Tessaglia) de Riccardo Freda
- 1960 Les Bâtisseurs de Carlos Vilardebo (scurt metraj)
- 1961 Capitaine Tempête (La spada della vendetta) de Luigi Demar
- 1963 L'Homme oiseau de Louis Dalmas (scurt metraj)
- 1964 Un soir... par hasard d'Ivan Govar
- 1964 Nick Carter va tout casser de Henri Decoin
- 1964 Les Aventuriers de la jungle (Die goldene göttin vom Rio Beni) de Eugenio Martin și Franz Eichhorn
- 1964 Lana, déesse de la jungle (Lana-Königin der Amazonen) de Cyl Farney și Géza von Cziffra
- 1965 Gentlemanul din Cocody (Le Gentleman de Cocody), regia Christian-Jaque
- 1965 Coplan FX 18 casse tout de Riccardo Freda
- 1965 Tribulațiile unui chinez în China (Les Tribulations d'un Chinois en Chine) de Philippe de Broca

### Efecte speciale și cascadorii
- 1958 Une balle dans le canon de Michel Deville (cascadorie)
- 1962 Ziua cea mai lungă de Ken Annakin, Andrew Marton, Bernhard Wicki și Gerd Oswald (cascadorie)
- 1963 L'Homme oiseau de Louis Dalmas (scurt metraj) (efecte speciale)
- 1963 Omul din Rio (L'Homme de Rio) de Philippe de Broca (efecte speciale)
- 1964 Jandarmul din Saint-Tropez (Le Gendarme de Saint Tropez) de Jean Girault (cascadorie)
- 1964 Fantômas de André Hunebelle (efecte speciale)
- 1964 Prostănacul (Le Corniaud) de Gérard Oury (efecte speciale)
- 1964 Gentlemanul din Cocody (Le Gentleman de Cocody) de Christian-Jaque (efecte speciale)
- 1965 Coplan FX 18 casse tout de Riccardo Freda (efecte speciale)
- 1965 Fantômas în acțiune (Fantômas se déchaîne) de André Hunebelle (efecte speciale)
- 1965 Tribulațiile unui chinez în China (Les Tribulations d'un Chinois en Chine) de Philippe de Broca (efecte speciale)
- 1966 Cum să furi un milion (How to Steal a Million) de William Wyler (cascadorie)
- 1966 Ne nous fâchons pas de Georges Lautner (efecte speciale)
- 1966 Marele restaurant (Le Grand Restaurant) de Jacques Besnard (efecte speciale)
- 1966 Marea hoinăreală (La Grande Vadrouille) de Gérard Oury (efecte speciale)
- 1966 Sfântul la pândă (Le Saint prend l'affût), regia Christian-Jaque (efecte speciale)